# Anthophorula interrupta
Anthophorula interrupta är en biart som först beskrevs av Timberlake 1980.  Anthophorula interrupta ingår i släktet Anthophorula och familjen långtungebin. Inga underarter finns listade i Catalogue of Life.